# Wopytnaja
Wopytnaja (biał. Вопытная; ros. Опытная) – wieś na Białorusi, w rejonie wierchniedźwińskim obwodu witebskiego, około 10 km na północny zachód od Wierchniedźwińska.
Wopytnaja to wioska, na terenie której znajduje się ruina pałacu Bigosów oraz zabudowania gospodarcze folwarku Bigosów. Bigosów (Bigosowo, Bigusowo) to historyczna nazwa agromiasteczka Bigosawa, którego centrum znajduje się około 2,5 km na południe od folwarku, nad rzeką Rosicą. W agromiasteczku jest stacja linii kolejowej Połock–Dyneburg.

## Historia
Bigosów był niegdyś własnością Sapiehów, wchodząc w skład rozległych dóbr drujskich. Po I rozbiorze Polski w 1772 roku dobra te, wcześniej należące do województwa połockiego Rzeczypospolitej, znalazły się na terenie powiatu drysieńskiego guberni witebskiej Imperium Rosyjskiego. 
Około 1824 roku Franciszek Sapieha sprzedał część dóbr wraz z Bigosowem Marcinowi Nitosławskiemu herbu Dołęga i w ręku jego potomków majątek pozostał do końca I wojny światowej. 
W 1921 roku, po ustabilizowaniu się granicy polsko-radzieckiej Wopytnaja i Bigosów, będąc kilka km na północ od Dźwiny, znalazły się w ZSRR. Dźwina była rzeką graniczną II Rzeczypospolitej. Od 1991 roku – na terenie Białorusi.

## Zabytki
Duży klasycystyczny pałac w Bigosowie (parę km na północ od centrum wsi) został wybudowany najprawdopodobniej przez Sapiehów na przełomie XVIII i XIX wieku. Był to budynek wzniesiony na planie prostokąta, na wysokim fundamencie, parterowy, z piętrowym pięcioosiowym ryzalitem w części centralnej i sześcioosiowymi skrzydłami bocznymi. Od frontu, na obu skrajnych częściach skrzydeł znajdowały się nieduże portyki wejściowe, każdy o dwóch parach kolumn, zwieńczone niewielkimi trójkątnymi szczytami. W centrum ryzalitu znajdował się nieduży balkon, nad ryzalitem – duży trójkątny szczyt. Od strony ogrodu sześciokolumnowy portyk i znajdujący się nad nim balkon z balustradą tralkową zajmowały całą szerokość ryzalitu zwieńczonego trójkątnym szczytem. 
Nieduży park składał się niegdyś z części regularnej, z gazonem i stawem ze sztuczną wyspą oraz położonej za dworem części krajobrazowej.
Obecnie pałac jest w ruinie. Według stanu na 1997 rok zachowała się kapliczka dworska oraz zabudowania gospodarcze z przełomu XIX i XX wieku: dwa spichlerze i stajnia, tworząca zamknięty czworobok budynków. W jednej z oficyn (obecnie w ruinie) znajdowało się przez pewien czas w XX wieku technikum weterynaryjne.